# Cilacap (plaats)
Cilacap is een bestuurslaag in het regentschap Cilacap van de provincie Midden-Java, Indonesië. Cilacap telt 17.321 inwoners (volkstelling 2010).

## Geboren in Cilacap (Tjilatjap)
- Lydia Tuinenburg (1940-2016), Indisch-Nederlands zangeres, met die optrad onder de naam Lydia